# Ali Hazelwood
Ali Hazelwood (geboren in Italien) ist das Pseudonym einer in den Vereinigten Staaten lebenden Autorin, die vor allem im Genre Liebesroman tätig ist.

## Leben
Ali Hazelwood gibt nur wenige Informationen über ihr Privatleben preis. Sie wurde in Italien geboren, wo sie auch aufwuchs, und lebte zwischenzeitlich nach eigenen Aussagen in Japan und Deutschland. Mittlerweile lebt sie mit ihrem Ehemann und zwei Katzen in den USA. Neben ihrer Tätigkeit als Autorin arbeitet sie in der Wissenschaft: Sie promovierte auf dem Gebiet der Kognitiven Neurowissenschaften. Im Anschluss wurde sie zur Professorin berufen.

## Werk
Während der Graduiertenzeit begann Ali Hazelwood Fan-Fiction zu schreiben, um Stress abzubauen, wie sie sagt, vor allem auf Star-Trek- und Star-Wars-Fanseiten. Eine Literaturagentin schrieb sie in diesem Umfeld an, die sie später unter Vertrag nahm. Ihr Debütroman, The Love Hypothesis, erschien im September 2021. Im Februar 2022 erschien die deutsche Übersetzung Die theoretische Unwahrscheinlichkeit der Liebe. Der Roman erreichte einen hohen Bekanntheitsgrad, nachdem er auf Social Media viel Zuspruch erhielt, insbesondere auf der Plattform TikTok. Darin geht es um die faktenorientierte Biologie-Doktorandin Olive, die nicht an so etwas wie Liebe glaubt. Sie gerät in eine Situation, in der sie eine Beziehung mit einem unbeliebten Laborkollegen vortäuschen muss.
Darauf folgten 2022 ein weiter Roman, Love on the Brain (Das irrationale Vorkommnis der Liebe) und drei Novellen als E-Books Under one Roof, Stuck with You, Below Zero, die seit Januar 2023 zusätzlich in einem Sammelband sowohl als Taschenbuch als auch als E-Book und gebundenes Buch erhältlich sind. Diese schafften es, ebenso wie ihr Debütroman, auf die New York Times Bestsellerlisten. Im Juni 2023 erschien mit Love, Theoretically ein weiterer Roman und im November 2023 ihr erstes Jugendbuch namens Check & Mate. Im Februar 2024 erschien Bride und im Juni 2024 Not in Love, zwei weitere New Adult Romane. Im Februar 2025 erschien mit Deep End ein weiterer Roman, hierin geht es um BDSM und weibliche Lust.
Hazelwoods Werke spielen im akademischen Milieu. Hazelwood selbst begründet dies aus ihrem eigenen beruflichen Umfeld in der Forschung. Die Protagonistinnen sind in der Regel Naturwissenschaftlerinnen, die in ihrem Arbeitsalltag romantische Verstrickungen erleben. Ihre Werke werden daher in den Vereinigten Staaten in das Subgenre STEMinist-Fiction eingeordnet.

## Publikationen
- The Love Hypothesis. Berkley Books, New York 2021, ISBN 978-0-593-33682-3.
  - The Love Hypothesis. Die theoretische Unwahrscheinlichkeit von Liebe. Übersetzt von Christine Strüh. Rütten & Loening, Berlin 2022, ISBN 978-3-352-00971-6.
- Love on the Brain. Berkley Books, New York 2022, ISBN 978-0-593-33684-7.
  - Das irrationale Vorkommnis der Liebe. Übersetzt von Christine Strüh. Rütten & Loening, Berlin 2022, ISBN 978-3-352-00964-8.
- Loathe to Love you. (Steminist Novellas). Berkley Books, New York 2023, ISBN 978-0-593-63883-5.
  - Die Unannehmlichkeiten von Liebe. Übersetzt von Anna Julia Strüh. Rütten & Loening, Berlin 2023, ISBN 978-3-352-00989-1.
- Love, Theoretically. Penguin 2023, ISBN 978-0-593-33686-1.
  - Love, Theoretically. Übersetzt von Anna Julia und Christine Strüh. Rütten & Loening, Berlin 2023, ISBN 978-3-352-00995-2.
- Check & Mate. Little, Brown Book Group 2023, ISBN 978-1-4087-2761-4.
  - Check & Mate. Zug um Zug zur Liebe. Übersetzt von Melike Karamustafa und Bettina Hengesbach. Wilhelm Heyne Verlag, München 2023, ISBN 978-3-453-42752-5.
- Bride. Little, Brown Book Group 2024, ISBN 978-1-4087-2886-4.
  - Bride. Die unergründliche Übernatürlichkeit der Liebe. Übersetzt von Anna Julia Strüh. Rütten & Loening, Berlin 2024, ISBN 978-3-352-00997-6.
- Not in Love. Little, Brown Book Group 2024, ISBN 978-1-4087-2890-1.
  - Not in Love. Die trügerische Abwesenheit von Liebe. Übersetzt von Anna Julia Strüh. Rütten & Loening, Berlin 2024, ISBN 978-3-352-01007-1.
- Two Can Play. Spotify Audiobooks 2024.
- Cruel Winter with You. (Under the Mistletoe collection, Novella). Amazon Original Stories 2024.
  - mit Tessa Bailey, Olivia Dade, Alexandria Bellefleur und Alexis Daria: Under the Mistletoe. Die zwangsläufige Zeit der Liebe. Übersetzt von Anna Julia Strüh, Nina Bellem, Bettina Hengesbach und Melike Karamustafa. Rütten & Loening, Berlin 2025, ISBN 978-3-352-01023-1.
- Deep End. Berkley Books, New York 2025, ISBN 978-0-593-64105-7.
  - Deep End. Die unausweichliche Unanständigkeit von Liebe. Übersetzt von Anna Julia Strüh. Rütten & Loening, Berlin 2025, ISBN 978-3-352-01008-8.
- Problematic Summer Romance. Berkley Books, New York 2025, ISBN 979-8-217-18812-3.
  - Problematic Summer Romance. Die hitzige Unzulässigkeit der Liebe. Übersetzt von Anna Julia und Christine Strüh. Rütten & Loening, Berlin 2025, ISBN 978-3-352-01025-5.
- Mate. Berkley Books, New York 2025, ISBN 978-0-593-95501-7.
  - Mate. Die unzumutbare Unmöglichkeit von Liebe. Übersetzt von Anna Julia Strüh. Rütten & Loening, Berlin 2025, ISBN 978-3-352-01017-0.

## Auszeichnungen
- 2022: LovelyBooks Community Award Bronze in der Kategorie Liebesromane für Die theoretische Unwahrscheinlichkeit von Liebe[10]